# Nürtingen
Nürtingen – miasto w Niemczech, w kraju związkowym Badenia-Wirtembergia, w rejencji Stuttgart, w regionie Stuttgart, w powiecie Esslingen, siedziba wspólnoty administracyjnej Nürtingen. Leży na przedpolu Jury Szwabskiej, nad Neckarem, ok. 14 km na południe od Esslingen am Neckar, przy drogach krajowych B297 i B313.

## Gospodarka
W mieście rozwinął się przemysłu maszynowy, włókienniczy oraz cementowy.
W mieście jest stacja kolejowa Nürtingen.

## Urodzeni w Nürtingen
- Thomas Brdarić – niemiecki piłkarz
- Daniel Didavi – niemiecki piłkarz
- Wolf Henzler – niemiecki kierowca wyścigowy
- Matthias Jaissle – niemiecki piłkarz
- Klaus Just – niemiecki lekkoatleta, sprinter
- Dominic Maroh – niemiecki piłkarz
- Sebastian Seidl – niemiecki judoka
- Robert Wiedersheim – niemiecki anatom

## Współpraca
Miejscowości partnerskie:
- Oullins, Francja
- Rhondda Cynon Taf, Walia
- Soroksár – dzielnica Budapesztu, Węgry
- Zerbst/Anhalt, Saksonia-Anhalt

## Galeria

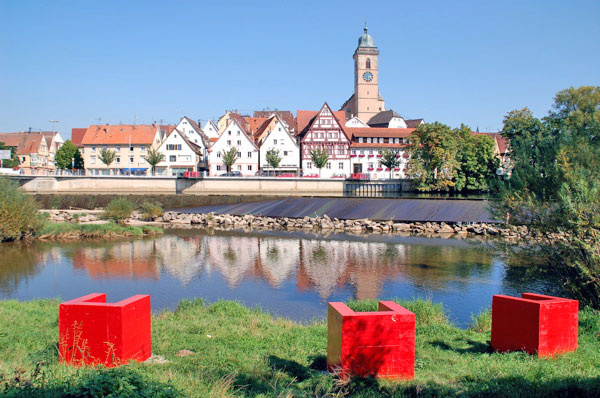
Nürtingen z drugiego brzegu Neckar
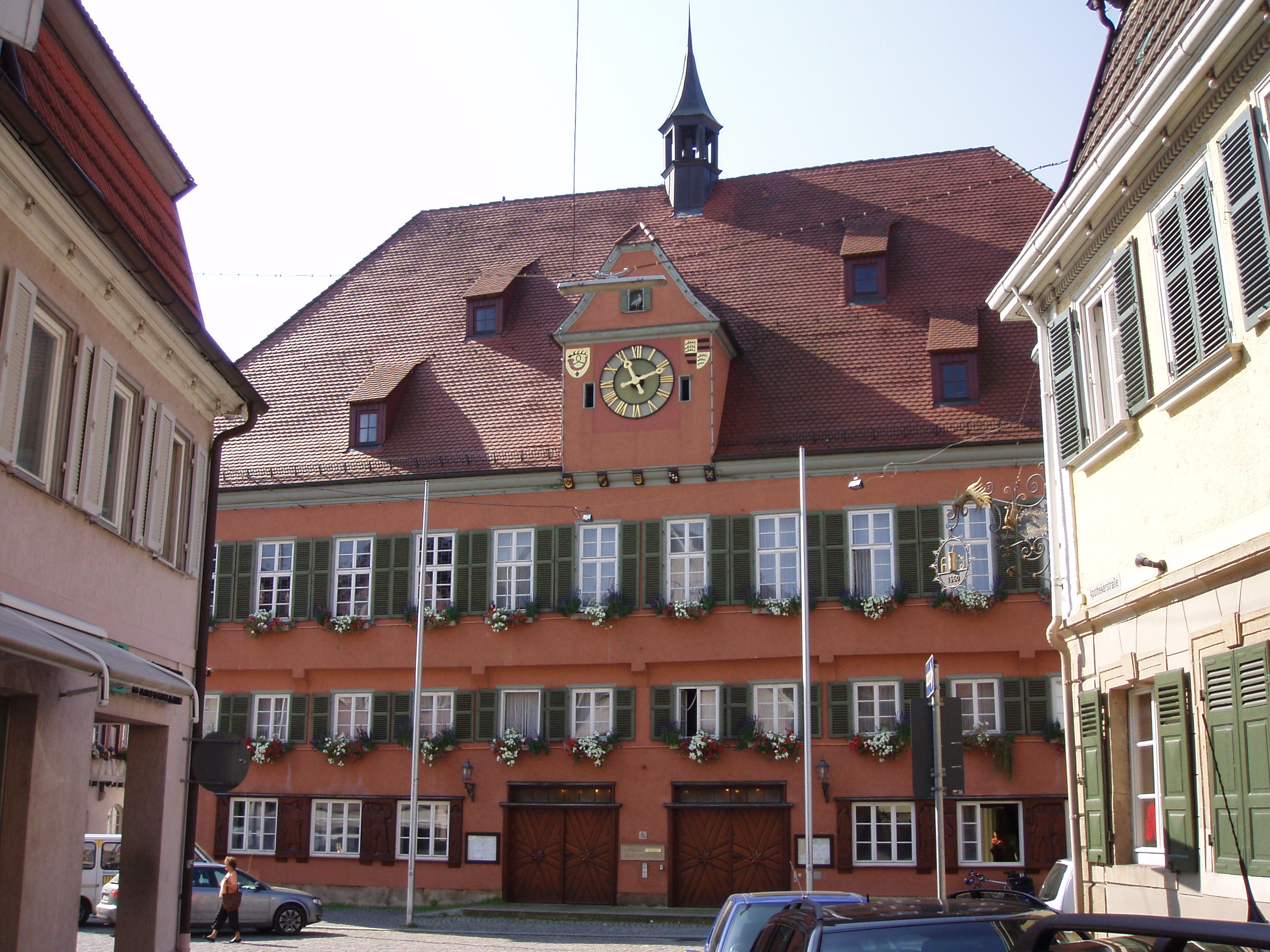
Ratusz
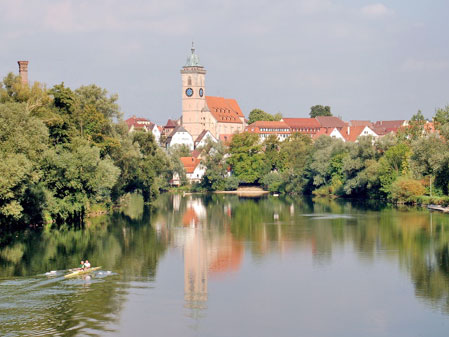
Stare miasto
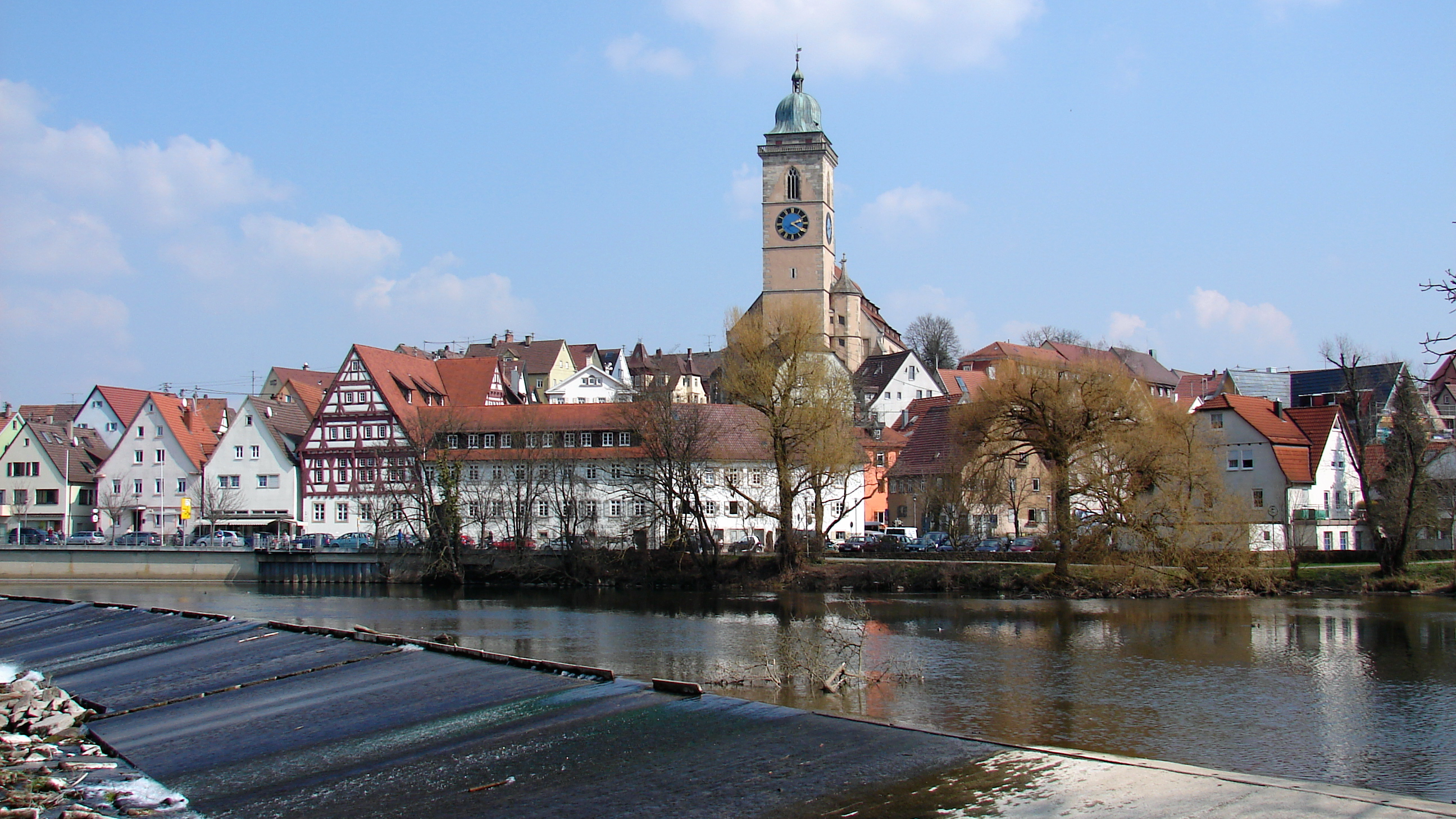
Stare miasto